# Chalioides ferevitrea
Chalioides ferevitrea is een vlinder uit de familie van de zakjesdragers (Psychidae). De wetenschappelijke naam van de soort is voor het eerst geldig gepubliceerd in 1929 door Joannis.